# Giampaolo Fogliardi
Giampaolo Fogliardi (Castelnuovo del Garda, 8 gennaio 1953) è un politico italiano.
Figlio dell'ex sindaco democristiano di Castelnuovo del Garda Alberto Fogliardi, si è laureato in Scienze Politiche all'Università degli studi di Padova.

## Biografia
Negli anni settanta è stato dirigente nazionale del movimento giovanile della Democrazia Cristiana, e nel 1985 è stato eletto sindaco di Castelnuovo, riconfermato fino al 1995. Dal 1999 al 2007 è stato segretario provinciale a Verona prima del Partito Popolare Italiano, e poi della Margherita, di cui è stato vicesegretario regionale veneto dal 2004 al 2006.
Deputato del Partito Democratico nel 2006 e nel 2008, attualmente è segretario della commissione finanze della Camera e capogruppo del PD nella commissione parlamentare di vigilanza sull'anagrafe tributaria.
Nel dicembre 2012 lascia il Partito Democratico e aderisce al nuovo movimento politico di Mario Monti, l'Agenda Monti per l'Italia.